# Propodeochertus
Propodeochertus is een geslacht van vliesvleugeligen uit de familie van de Eulophidae. De wetenschappelijke naam van dit geslacht werd voor het eerst geldig gepubliceerd in 2011 door T. C. Narendran.

## Soorten
Het geslacht Propodeochertus is monotypisch en omvat slechts de volgende soort:
- Propodeochertus sureshani Narendran, 2011